# Baie Missisquoi
Pour les articles homonymes, voir Missisquoi.
La baie Missisquoi est une large incursion de la partie nord du lac Champlain, juste à l'est de la sortie de ce dernier dans la rivière Richelieu. Elle prend la forme d'une tête de violon, le manche partant du lac et la tête ayant environ 5 kilomètres de diamètre. La baie est divisée entre le Québec au Canada et le Vermont aux États-Unis. La principale municipalité sur ses rives est celle de Venise-en-Québec, un important centre de villégiature estival. La rivière du même nom se jette dans la baie et le refuge faunique national Missisquoi se trouve du côté américain. 

## Toponymie

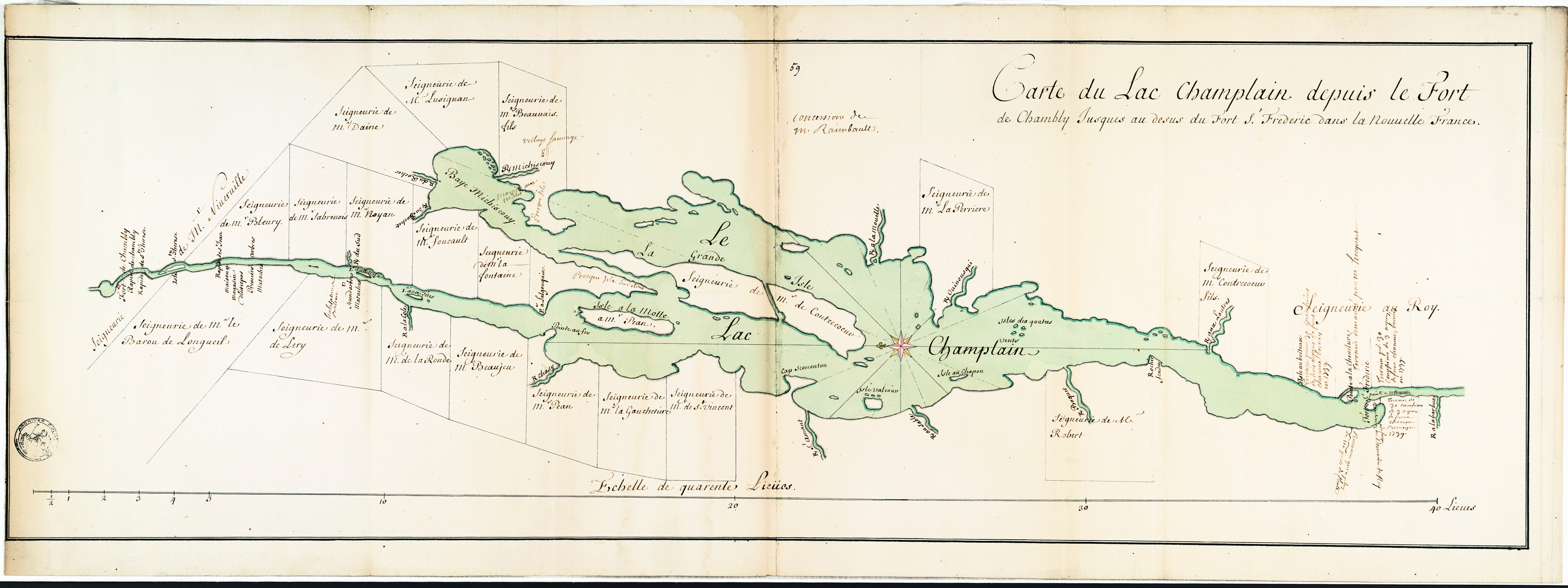
«Carte du Lac Champlain depuis le Fort de Chambly Jusques au desus du Fort St Frederic dans la Nouvelle France.» Plan cadastral indiquant les concessions et seigneuries sur les bords du lac suivant le bornage de 1739; indication du cours des eaux et rapides. Cette carte identifie la Baye Michiscouy, ainsi que les seigneuries qui bordent cette baie, dont celle de Monsieur de Lusignan.

C'est Samuel de Champlain, premier gouverneur de Nouvelle-France, qui est le premier Européen à avoir visité la région. Le nom, d'origine abénaquis, signifierait beaucoup d'oiseaux aquatiques mais d'autres sens sont également avancés. Il apparaît officiellement au XVIIIe siècle dans un document de la concession faite le 6 avril 1733 à Paul-Louis Dazemard de Lusignan à la «Baie de Missiskouy». La graphie changera plusieurs fois. En 1855, lors des modifications apportées aux comtés électoraux du Bas-Canada en districts électoraux, que la Législature adopte définitivement la forme Missisquoi pour désigner le comté et la région.

## Géologie
Il s'agit d'une baie creusée par les glaciers il y a 18 000 ans, puis de leur fonte suivi de l'assèchement de la mer de Champlain il y a environ 8 000 ans. La profondeur maximale de la baie est d’environ 4,75 mètres et son fond est fait de dépôts marins régionaux. Les eaux de la baie se drainent vers le sud dans le lac Champlain puis la rivière Richelieu. Jusqu'à la fin des années 2000, l'eau de la baie était stagnante et la baie se mourait, contaminant de larges portions américaines du lac délimitées par nombreux remblais de chemins de fer désaffectés (Carry Bay, The Gut, Sandbar State Park, Allen Point.) Lors de l'ouverture du nouveau pont du côté américain entre East Alburg et Lakewood, l'ancienne route sur digue fut en partie démolie ce qui permet, à la débâcle printanière et lors de fortes pluies, un certain écoulement des eaux jusqu'au « Grand Lac Champlain » (à 25 milles nautiques - 46 km - de là). Ce flux reste cependant ralenti par les emprises ferroviaires.

## Environnement
La baie compte une grande diversité de faune et de flore, dont de nombreuses espèces d'oiseaux, d'où l'établissement d'un refuge national du côté américain. Ses plages sont très prisées par les vacanciers en été et ses eaux sont sillonnées de différents bateaux de plaisance, de motomarines, de canots, etc. En hiver, les amateurs de pêche sur la glace s'adonnent à cette activité.

### Autres articles
- Rivière aux Brochets (baie Missisquoi), un cours d'eau
- Rivière aux Brochets Nord (baie Missisquoi), un cours d'eau
- Rivière Richelieu, un cours d'eau
- Lac Champlain, un plan d'eau
- Réserve écologique de la Rivière-aux-Brochets, une baie